# Kele Okereke
Kele Okereke er sanger og medlem af gruppen Bloc Party fra Storbritannien. Derudover optræder han sammen med den hollandske DJ, Tiësto på nummeret It's Not The Things You Say.